# Adelophryne glandulata
Espèce
Adelophryne glandulata est une espèce d'amphibiens de la famille des Eleutherodactylidae.

## Répartition
Cette espèce est endémique de l'État d'Espírito Santo au Brésil. Elle se rencontre à Santa Teresa entre 675 et 922 m d'altitude.

## Publication originale
- Lourenço de Moraes, Ferreira, Fouquet & Bastos, 2014 : A new diminutive frog species of Adelophryne (Amphibia: Anura: Eleutherodactylidae) from the Atlantic Forest, southeastern Brazil. Zootaxa, no 3846, p. 348–360.